# Pietro Arduino
Pietro Arduino (18 de juliol de 1728 Caprino di Verona; 13 d'abril de 1805 Pàdua) va ser un botànic italià. La seva forma abreujada estàndard és Ard.
Era germà del geòleg Giovanni Arduino (1714−1795).

## Algunes obres
- Animadversionum botanicarum specimen; 1759 i 1764
- Memorie di osservazioni e di sperienze sopra la cultura e gli usi di varie plante; 1766

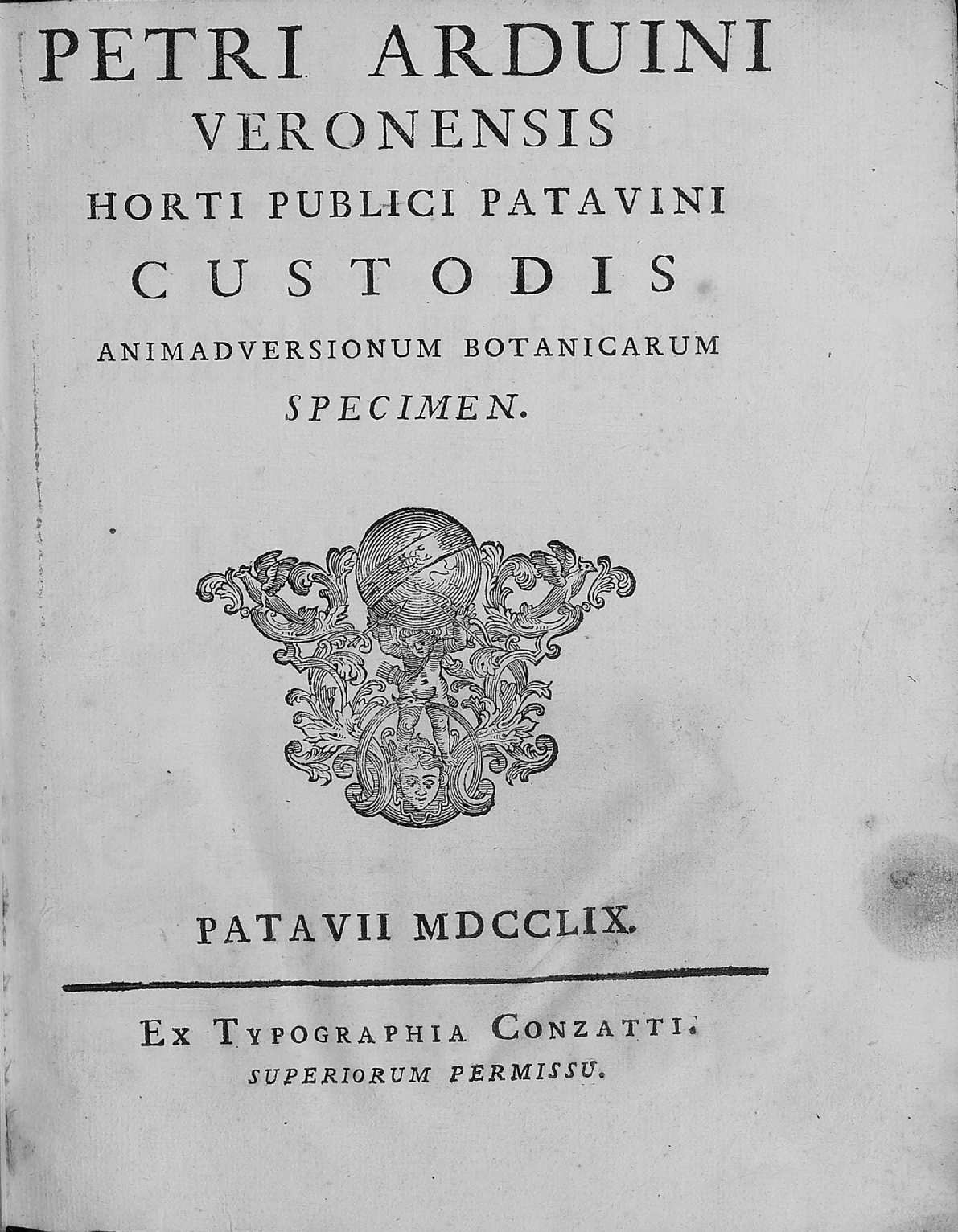
Animadversionum botanicarum specimen, 1759

## Font
- Fritz Encke, Günther Buchheim, Siegmund Seybold, eds. Zander Handwörterbuch der Pflanzennamen; 13th ed. Ulmer Verlag, Stuttgart, 1984 ISBN=3-8001-5042-5